# Cavaleiro Sports
Cavaleiro Sports é uma equipe brasileira de automobilismo profissional com sede em Guarulhos, São Paulo. A equipe atualmente compete na Stock Car Brasil e no Campeonato Brasileiro de Fórmula 4.
Fundada por Beto Cavaleiro, a equipe está presente na Stock Car desde 2013, quando correu sob o nome Hanier Racing e teve Beto e Felipe Lapenna como pilotos. Começou sendo parceira técnica da Full Time, e depois, se tornou equipe irmã da C2. Pela Cavaleiro, já passaram pilotos como Rafael Suzuki, Popó Bueno, Denis Navarro e Marcos Gomes. Em 21 de abril de 2024, a Cavaleiro obteve sua primeira vitória na categoria com Gaetano Di Mauro em Interlagos, e o piloto venceu novamente em Mogi Guaçu e em Goiânia. Em 2025, a equipe contará com Nelson Piquet Jr e Ricardo Maurício, já que Di Mauro se transferiu para a RC.
Foi uma das quatro equipes a participar da F4 Brasil desde sua temporada inaugural em 2022. Em 2023, foi campeã de equipes da F4 Brasil e de pilotos com Vinícius Tessaro. Em 2024, foi terceira colocada entre os construtores e teve um de seus pilotos, Ethan Nobels, como campeão de rookies.

## Links externos
- Sítio oficial (em português)
- Perfil da Cavaleiro Sports no site oficial da Stock Car Pro Series